# Івко Валерій Микитович
Вале́рій Мики́тович Івко́ (18 серпня 1941, Запоріжжя — 28 лютого 2022, Київ) — провідний український музикант-домрист, завідувач кафедри струнно-щипкових інструментів Донецької державної музичної академії ім. С. С. Прокоф'єва, професор. Заслужений артист УРСР (1979). Засновник камерного оркестру «Лик домер» (1992).

## Біографія
Народився 18 серпня 1941 року у Запоріжжі.
Випускник Одеської державної консерваторії ім. А. Нежданової (клас Володимира Касьянова).
Будучи віртуозом-виконавцем на такому рідкісному інструменті як домра, він створив для неї вельми об'ємний репертуар практично у всіх жанрах: поліфонічних (Фуга, Юінон для домри соло, «Basso ostinato» для домри і фортепіано), масштабних одночастинних і циклічних (Сонатина для домри і фортепіано, Варіації на лемківську народну тему для домри і фортепіано, Концерт-токата, Концертино та Поема-концерт для домри з оркестром), У жанрі віртуозної сольної п'єси (Аллегретто, Прелюдія для домри соло, «Щедрівка», «Ескіз», «Репліки», Епіграф і тарангела для домри і фортепіано) та розмаїтих ансамблів за участю домри («Коло» для двох домр, Сюїта для домри і гітари тощо).

Могила Валерія Івка, Байкове кладовище

Композитор намагався вписати специфічний народний інструмент у сучасний музичний процес, не цураючись доволі незвичних та модерних ефектів виразності.
Завідувач кафедри струнно-щипкових інструментів Донецької державної музичної академії ім. С. С. Прокоф'єва. Член Національної спілки композиторів України, лауреат Всеукраїнського конкурсу музикантів-виконавців, премії ім. С. С. Прокоф'єва.
Засновник камерного оркестру «Лик домер» (1992). Провідний український музикант-домрист.
Працював у Донецьку. Після окупації міста російськими військами виїхав до Києва, працював у Національній музичній академії України імені П. І. Чайковського.
Донька — кандидат мистецтвознавства, музикознавиця Анна Івко.
Помер у 80-річному віці 28 лютого 2022 року. Був кремований, прах похований у колумбарії Байкового кладовища (50°24′52.50″ пн. ш. 30°30′13.60″ сх. д. / 50.4145833° пн. ш. 30.5037778° сх. д.).